# Cotuí
Cotuí ist eine Stadt in der Dominikanischen Republik und eine der ältesten Städte der Neuen Welt. Sie ist heute die Hauptstadt der Provinz Sánchez Ramírez in der Region Cibao. Während der haitianischen Besatzung 1822–44 wurde die Stadt offiziell als Cotuy bezeichnet.
Gegründet wurde sie 1505 von Rodrigo de Trillo im Auftrag von Nicolas de Ovando, der Gouverneur von Hispaniola war. Cotuí war der Name einer Taíno-Gemeinschaft, die das Gebiet beherrschte. Die Stadt ist bekannt für ihre Gold-, Silber-, Eisen-, Bauxit-, Marmor- und Nickelminen, ihre reichen Böden und den größten künstlichen See der Karibik, Presa de Hatillo. Es ist auch bekannt für seine kristallklaren Flüsse und seine Höhlen (prähistorische Höhlen namens Guácaras). Es werden Reis, Bananen, Kakao, Ananas, Passionsfrüchte und Süßkartoffeln angebaut. Cotuí ist auch die Heimatstadt mehrerer bekannter Baseball-Spieler.
Andere wichtige Städte in der Nähe von Cotuí in Sánchez Ramírez, sind Villa La Mata, Fantino, La Cueva und Cevicos.

## Einwohner
Die Gemeinde hatte bei der Volkszählung 2010 genau 76.554 Einwohner. Die städtische Bevölkerung lag bei 47.905.

## Klima
Cotuí hat ein tropisches Feuchtklima. Die mittlere Jahrestemperatur beträgt 26,3 Grad Celsius.

## Persönlichkeiten
- Manuel de Jesús Jiménez Ortega (* 1952), Sänger und Komponist